# 二十二酸

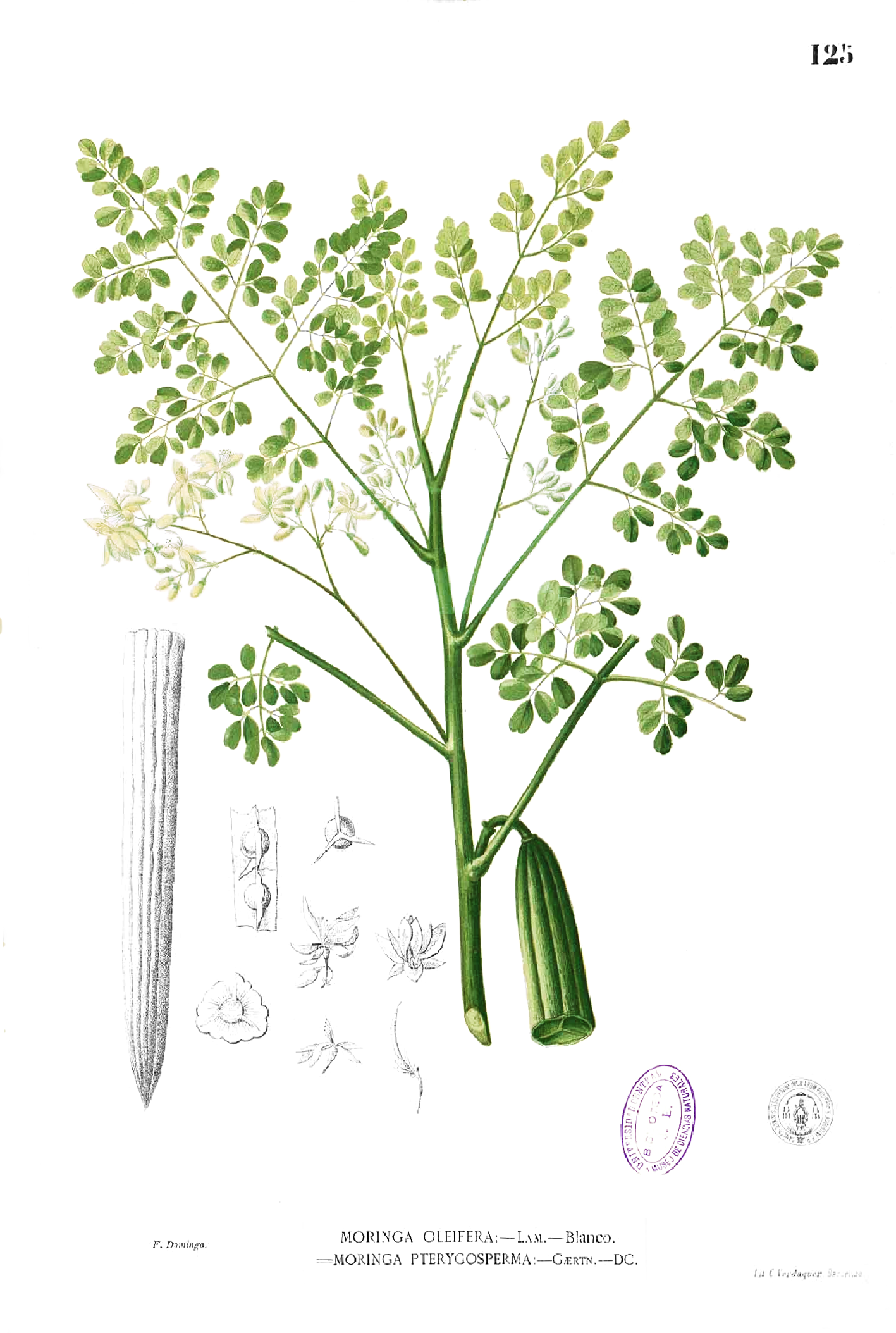
二十二酸来自可用于制造辣木油的辣木

二十二酸，又称山嵛酸或俞树酸，是一种羧酸和饱和脂肪酸，分子式为C21H43COOH。就外观而言，它是白色固体，但可能会因杂质而呈黄色。

## 性质
二十二酸是食用油，在人体内吸收不良。尽管山嵛酸的生物利用度较油酸的低，但它在人体内是增加胆固醇的饱和脂肪酸。

## 用途
在商业上，二十二酸通常用来对护发素和润肤膏给予滋润特效。它还用于润滑剂中，在脱漆剂中可以用来阻滞溶剂挥发。它的酰胺在清洁剂、地板抛光剂和无滴蜡烛中用作消泡剂。将山嵛酸还原会得到山嵛醇。